# Asturianos
Asturianos – gmina w Hiszpanii, w prowincji Zamora, w Kastylii i León, o powierzchni 42,6 km². W 2011 roku gmina liczyła 275 mieszkańców.